# نيل ريتشموند
نيل ريتشموند (بالإنجليزية: Neale Richmond)‏ هو سياسي أيرلندي، ولد في 6 ديسمبر 1985 في جمهورية أيرلندا. حزبياً، نشط في فاين جايل. وقد انتخب عضو مجلس الشيوخ من أيرلندا عن دائرة Labour Panel ‏ وقد انضم خلال فترته النيابية ‏ (8 يونيو 2016 – ) للكتلة البرلمانية فاين جايل.